# Бузулукский бор (фильм, 2018)
«Бузулукский бор» (#Savebor) — документальный фильм, созданный по инициативе общественного деятеля и предпринимателя Сергея Сотникова. Поводом для съемок послужили новости о планируемой добыче нефти в национальном парке «Бузулукский бор». Съёмки начались в 2015 году на средства, собранные в результате краудфандинговой кампании. Фильм был выпущен в марте 2018 года незадолго до выборов Президента России и позиционировался автором как обращение к будущему президенту страны. Оно содержало в себе призыв к пересмотру политики министерства природных ресурсов в отношении национального парка.

## Сюжет и производство фильма
Фильм состоит из 9 глав и заканчивается «Обращением к Будущему». Главы с 1 по 4 рассказывают о ценности Бузулукского бора и уникальности реликтовых деревьев, с 5 по 9 — историю добычи нефти в бору в советские годы и события, касающиеся разработки месторождений с 2015 года.
В съёмках фильма помимо команды активистов-экологов участвовали академик РАН, доктор географических наук, научный руководитель Института степи Уральского отделения РАН Александр Чибилев, кандидат биологических наук, старший научный сотрудник Института степи Ольга Калмыкова, доктор географических наук, сотрудник Института степи Вадим Петрищев, доктор медицинских наук, профессор пульмонологии Владимир Межебовский.

## Реакция
По словам авторов, фильм собрал более 2 млн просмотров в социальных сетях, 20000 лайков, 10000 репостов. Совокупный охват проекта оценивается авторами в 5 млн человек.
Вскоре после выпуска фильма автор Сергей Сотников написал обращение к Президенту Российской Федерации Владимиру Путину, в котором предложил создать «Агентство заповедников и национальных парков России», которое бы отчитывалось напрямую Правительству и Президенту. Также Сергей Сотников предложил отозвать лицензию на добычу нефти у Антипинского НПЗ (принадлежит Группе компаний «Новый поток») и за государственный счет переконсервировать аварийные нефтяные скважины, которые находятся в бору еще с советских лет. Публично о реакции Владимира Путина на обращение не сообщалось, однако в июле 2018 года в составе Министерства природных ресурсов был создан Департамент государственной политики и регулирования в сфере развития ООПТ и Байкальской природной территории.

## Премия «Хрустальный компас»
В мае 2019-го Сергей Сотников был удостоен премии «Хрустальный компас» Русского географического общества в номинации «Гражданская позиция» за фильм «Бузулукский бор» (#Savebor). Сергей Сотников отмечал, что
«Бузулукский бор» — это фильм о живом реликтовом огромном организме, который хотят уничтожить на наших глазах. Это воздух и будущее наших детей, и если ничего не предпринять, он начнет умирать здесь и сейчас, оставляя после себя пустыню.